# Plage de Clugny
Plage de Clugny är en strand i Guadeloupe (Frankrike). Den ligger i den nordvästra delen av Guadeloupe, 40 km norr om huvudstaden Basse-Terre. Plage de Clugny ligger vid sjön Étang du Vieux Fort.